# 凯伦策山
凯伦策山（德語：Kerenzerberg）是瑞士格拉鲁斯州的一个山口，跨过西阿爾卑斯山脈格拉鲁斯山，海拔743米。